# Basina

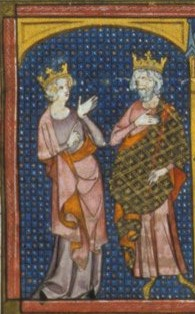
Basina en Childerik I

Basina, dochter van de Thüringse koning Basin en Basina, een Saksische prinses, was koningin van Thüringen in het midden van de vijfde eeuw. 

## Biografie
Ze verliet haar man koning Bisinus en ging naar het Romeinse Gallië. Zij nam zelf het initiatief om de hand te vragen van Childerik I, koning van de Franken en trouwde met hem. Zij gaf als reden: "Ik wil de machtigste man ter wereld, ook al moet ik voor hem de oceaan oversteken." Deze opmerking heeft waarschijnlijk te maken met Childeriks overwinning op het Romeinse Rijk en zijn poging om een Frankisch rijk te stichten op Romeins grondgebied.
Basina's naam is waarschijnlijk Nederfrankisch voor 'vrouwelijke baas'. Zij is de moeder van de man die bekend is als de stichter van het Frankische rijk en het moderne Frankrijk. Zij (niet haar man Childerik) noemde haar zoon Chlodovech. Chlodovech is beter bekend onder zijn gelatiniseerd naam Clovis. Het feit dat de naam Chlodovech van Basina komt, is opmerkelijk voor die tijd; het was namelijk de gewoonte onder de Franken een zoon te vernoemen naar een familielid uit de mannelijke lijn.
Door de eeuwen heen zijn de historici geïntrigeerd door de overlevering van Basina: ze speelde een rol als een speler en niet als figurant, wat niet vreemd is voor de vrouwen van de Franken maar wel erg ongewoon voor de Romeinen.

## Huwelijk en Kinderen
In 463 trouwde Basina met Childerik I, zoon van Merovech, zij hadden 4 kinderen:
1. Clovis I
2. Audofleda (467 - 511) - Koningin van de Ostrogoten en vrouw van Theodorik de Grote
3. Lantechilda (468 - ?)
4. Albofleda

## Bron
Dit artikel of een eerdere versie ervan is een (gedeeltelijke) vertaling van het artikel Basina of Thuringia op de Engelstalige Wikipedia, dat onder de licentie Creative Commons Naamsvermelding/Gelijk delen valt. Zie de bewerkingsgeschiedenis aldaar.